# Carlos Luna (volley-ball)
Pour les articles homonymes, voir Carlos Luna et Luna.
Carlos Luna est un joueur de volley-ball vénézuélien né le 25 janvier 1981 à  Vila De Rosario Edoziulia. Il mesure 1,94 m et jouait réceptionneur-attaquant.

## Clubs
| Club           | Pays    | De        | À         |
| -------------- | ------- | --------- | --------- |
| Turin          | Italie  | 2000-2001 | 2000-2001 |
| Rethymnos      | Grèce   | 2003-2004 | 2003-2004 |
| Numancia Soria | Espagne | 2004-2005 | 2004-2005 |
| Pineto         | Italie  | 2005-2006 | 2005-2006 |